# Meike Schlüter

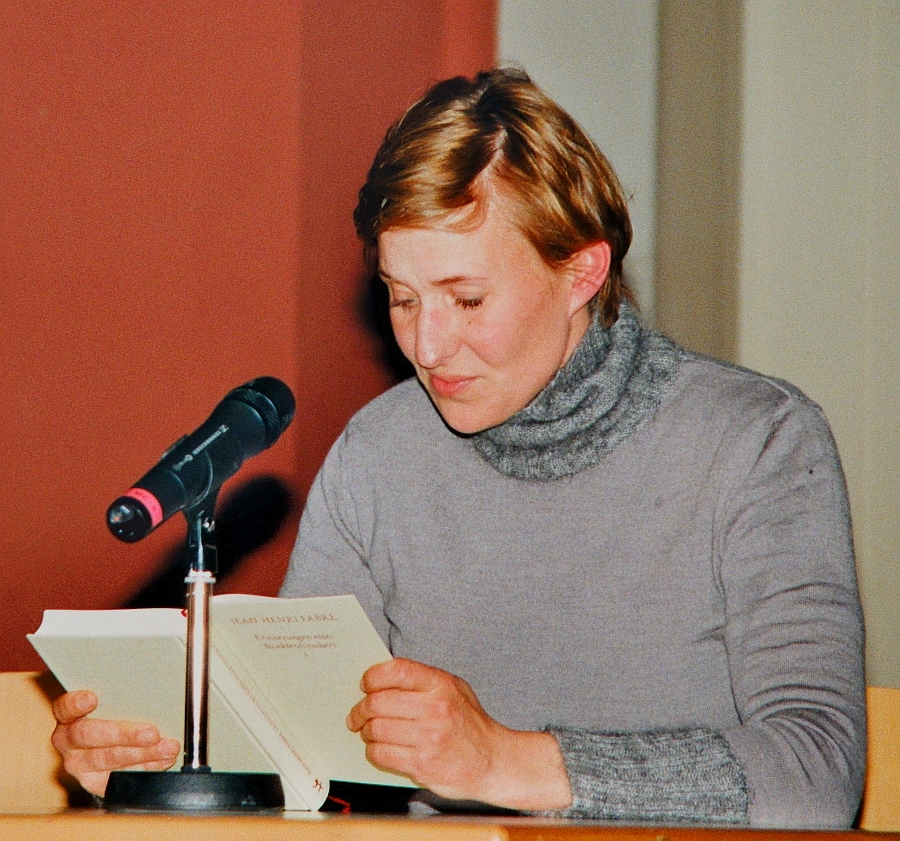
Meike Schlüter liest 2010 im Museum für Naturkunde (Berlin) aus dem ersten Band der deutschsprachigen Gesamtausgabe von Jean-Henri Fabres Erinnerungen eines Insektenforschers.

Meike Schlüter (verheiratete Rötzer; * 18. Mai 1971 in Bielefeld) ist eine deutsche Schauspielerin und Verlagslektorin.

## Leben
Nach ihrem Abitur am Internat Birklehof absolvierte Meike Schlüter in den Jahren 1993 bis 1996 ihre Ausbildung an der Münchener Otto-Falckenberg-Schule. Bühnenerfahrung sammelte sie zunächst in der Spielzeit 1996/97 am Badischen Staatstheater, Karlsruhe, und anschließend bis 2000 an den Bühnen der Landeshauptstadt Kiel. Weitere Stationen waren das Altonaer Theater in Hamburg und die Berliner Sophiensaele.
Während dieser Zeit stand sie für die zwei Kinofilme Einer meiner ältesten Freunde (1994) und Nach Fünf im Urwald (1995) vor der Kamera. In den Jahren 2002 bis 2004 spielte sie in der Fernsehserie Hinter Gittern – Der Frauenknast die Rolle der „Kerstin Herzog“, zunächst als Gefangene und dann als „Dr. Kerstin Herzog“. Es folgte die Rolle der „Nachtschwester“ in der preisgekrönten Komödie Aus der Tiefe des Raumes – ...mitten ins Netz! (2004).
Neben Sprechertätigkeiten für verschiedene Radiosender und zahlreichen Lesungen arbeitete sie von 2008 bis 2022 als Lektorin für den Verlag Matthes & Seitz Berlin. Sie ist mit dessen Leiter Andreas Rötzer verheiratet. Seit 2021 produziert sie den Podcast Naturerkunden. Für die ungekürzte Lesung Vielleicht Esther von Katja Petrowskaja wurde sie in der Kategorie Beste Interpretin für den Deutschen Hörbuchpreis 2023 nominiert. 2022 gründete sie den Erzählbuchverlag, Sie habe mit ihrem Verlag das Genre der „erzählerischen Inszenierung von Großtexten wie Dantons Tod oder Der Zauberberg etabliert“, so der Literaturwissenschaftler Alexander Košenina in der FAZ. Mit den erzählten Klassikern der Weltliteratur tritt sie unter anderem mit dem Rundfunk-Sinfonieorchester Berlin und in der von ihr mitbegründeten Live-Radiolounge Richtig gutes Zeug! im rbb als auch in Literaturhäusern und auf Literaturfestivals auf.

## Filmografie
- 1994: Einer meiner ältesten Freunde – Regie: Rainer Kaufmann
- 1994: Ab nach Tibet! – Regie: Herbert Achternbusch
- 1995: Nach Fünf im Urwald
- 2002–2004: Hinter Gittern – Der Frauenknast (Fernsehserie)
- 2004: Aus der Tiefe des Raumes – ...mitten ins Netz! – Regie: Gil Mehmert
- 2005: Bianca – Wege zum Glück (Gastrolle)
- 2005, 2006, 2008: Wege zum Glück
- 2016, 2019, 2022, 2024: Gute Zeiten, schlechte Zeiten (Fernsehserie)
- 2017: Ich will (k)ein Kind von Dir (Fernsehfilm)
- 2021: Liebe ist unberechenbar (Fernsehfilm)
- seit 2021: Die Heiland – Wir sind Anwalt (Fernsehserie, diverse Folgen)

## Hörspiele
- 2007: Christoph Kalkowski/Matthias Wittekindt: Der Kongreß der Supervisionäre (Philip) – Regie: Christoph Kalkowski (Hörspiel – RBB)
- 2019: Idylle – Hörspiel von Josef Maria Schäfers – Regie: Giuseppe Maio (Deutschlandfunk)
- 2020: Mariette Navarro / Leopold Verschuer: Ausbreitungszone – Regie: Leopold Verschuer (Hörspiel Deutschlandfunkkultur)
- 2020: Take half a hit – Feature von Martina Groß – Regie: Giuseppe Maio (Deutschlandfunk-Kultur)
- 2020 Fliegenfangen in der Literatur – Feature von Rolf Cantzen – Regie: Giuseppe Maio (Deutschlandfunkkultur)[11]
- 2021: Interview zu Jean-Henri Fabre auf WDR5
- 2021: Die Welt der Brigaden in der DDR  – Feature von Ulrike Sebert – Regie: Giuseppe Maio (Deutschlandfunk-Kultur)
- 2021: Produktion des Podcasts NATURerKUNDEN
- 2021: Romance Scam − Feature von Martina Groß – Regie: Giuseppe Maio (Deutschlandfunkkultur)[12]
- 2021: Dit is meine Reha − Gastbeitrag in Zeitfragen (Deutschlandradio Kultur)
- 2021: Böhmen liegt in uns – Hörbuch von Gesine Baur – Regie: Leopold von Verschuer (Accentus)
- 2021: Vom Übersetzen – Das Onlineprojekt Babelwerk – Gastbeitrag in Lesart (Deutschlandradio Kultur)
- 2022: Schweinswal in Not –  Gastbeitrag in Zeitfragen (Deutschlandfunkkultur)
- 2022: Eine virtuelle Ortsbegehung – Gastbeitrag in Zeitfragen (Deutschlandradiokultur)[13]
- 2022: Schäferei im Wandel – Gastbeitrag Hintergrund (Deutschlandradiokultur)[14]
- 2022: Die Polizey – Hörspiel über die Macht und Arbeit der Polizei von Björn SC Deigner – Regie: Luise Voigt[15]
- 2022: Risiko und Idiotie – Hörspiel von Monika Rinck – Regie: Leopold von Verschuer (Bayerischer Rundfunk)
- 2022: Vielleicht Esther von Katja Petrowskaja – Regie: Günter Maurer, ungekürzte Lesung im Audioverlag & SWR[16]
- 2022: Der Stadtpark der Zukunft – Feature von Brigitte Schulz – R: G. Maio, DRKultur[17]
- 2022: Auf dem Schlachtfeld des Alltags – Die Kurzgeschichten von Grace Paley – von Tina Hammesfahr, R.: Giuseppe Maio, DRKultur[18]
- 2022 Vom Problem zur Herausforderung! - Coaching in allen Lebenslagen – Feature von Thilo Schmidt, Regie: G. Maio, DRKultur[19]
- 2022 Die Trockenhaubenverschwörung – Hörspiel von Beate Dölling, R.: G. Maio, Kakadu DRKultur[20]
- 2022 Louis Pasteur - Kämpfer gegen Tollwut, Erfinder der Pasteurisierung – Feature von Andrea Lueg, R.: G. Maurer, SWR[21]
- 2022 im Gespräch mit Astrid Tauch anlässlich der Nominierung in der Kategorie Beste Interpretin Deutscher Hörbuchpreis 2023 im SWR 2[22]
- 2022 Al Andalus heute – Spaniens muslimisches Erbe – Feature von Brigitte Kramer & Vanja Budde: R.: Günter Maurer, SWR2 Wissen[23]
- 2023 Karl Valentin - Komiker, Grantler und Philosoph – Feature von Matthias Kußmann, R.: G. Maurer, SWR2 Wissen[24]
- 2023 K.-o.-Tropfen – Was tun gegen die unsichtbare Gefahr? – Feature von Eva Hoffmann und Bartholomäus Laffert, Regie.: G. Maurer, SWR2 Wissen[25]
- 2023 Zerplatzte Träume – Afrikanische Studierende aus der Ukraine, Feature von Claudia Heissenberg, Regie: G. Maurer, SWR2 Wissen[26]
- 2023 Brandrodung im Cerrano – Feature von Gudrun Fischer, R.: Günter Maurer, SWR2 Wissen[27]
- 2023 Karl Valentin - Komiker, Grantler und Philosoph – Feature von Matthias Kußmann, R.: G. Maurer, SWR2 Wissen[28]
- 2023 Live-radioeins-Erzähllounge »Richtig gutes Zeug!« mit Thomas Böhm[29]

## Hörbücher
- 2023 Wir müssen die Liebe neu erfinden, Mona Chollet, Regie: Vera Teichmann, speaklow[30]
- 2023 Eva, Verena Keßler, Regie: Vera Teichmann, Audioverlag[31]
- 2023 Elternhaus, Ute Manks, Regie: Kati Schäfer, Der Audioverlag[32]
- 2022 Vielleicht Esther, Katja Petrowskaja, Regie: Günter Maurer, Der Audioverlag[33]